# 押入れのちよ
『押入れのちよ』（おしいれのちよ）は、荻原浩の小説で全9編からなるホラー短編集。および同小説を原作として制作されたラジオドラマ。

## 収録作品
- お母さまのロシアのスープ
- コール
- 押入れのちよ
- 老猫
- 殺意のレシピ
- 介護の鬼
- 予期せぬ訪問者
- 木下闇
- しんちゃんの自転車

## ラジオドラマ
「押入れのちよ」「老猫」「木下闇」「殺意のレシピ」「コール」の5編は、NHK-FMの青春アドベンチャーにてラジオドラマ化された。2007年9月10日 - 9月14日の22:45 - 23:00に全5回放送。また2009年3月30日 - 4月3日の同時刻に再放送されている。

### キャスト
- 今井朋彦
- 吉見一豊
- 深浦加奈子
- 広瀬彩
- 三村ゆうな
- 福士秀樹
- 永島広美
- 山本郁子
- 永嶌花音

| スタブアイコン | サブスタブ | この項目は、まだ閲覧者の調べものの参照としては役立たない、文学に関連した書きかけの項目です。この項目を加筆・訂正などしてくださる協力者を求めています（P:文学、PJ:ライトノベル）。項目が小説家・作家の場合には{Writer-substub}を、文学作品以外の本・雑誌の場合には{Book-substub}を貼り付けてください。 |